# 家根弥一家
家根弥一家（やねやいっか）は東京都台東区浅草に本拠を置く博徒系暴力団で、指定暴力団・住吉会の2次団体。
幕末の侠客、家根屋ノ弥吉（安藤弥五郎）が浅草にて結成。

## 系譜
- 初　代 - 家根屋ノ弥吉（安藤弥五郎）
- 二代目 - 鈴木広太郎
- 三代目 - 田畑助次郎
- 四代目 - 田畑菊次郎
- 五代目 - 下妻広作
- 六代目 - 高木勉
- 七代目 - 村山洋二
- 八代目 - 金子幸市
- 九代目 - 大野吉英